# Theta Centauri
Menkent (θ Cen / θ Centauri / Theta Centauri) è la terza stella più luminosa della costellazione del Centauro, pur essendole stata assegnata la lettera θ nella nomenclatura di Bayer. Il nome Menkent deriva dal suo nome arabo mankib, che significa spalla: infatti essa è posta nella parte superiore della costellazione, in corrispondenza della spalla del Centauro. Questa posizione le permette di essere visibile dall'Europa meridionale (Italia compresa), a differenza delle due stelle più luminose della costellazione: Alfa Centauri e Hadar. Menkent splende alla magnitudine apparente di +2,06, il che ne fa la cinquantunesima stella più luminosa della volta celeste.

## Osservazione
La sua posizione moderatamente australe fa sì che questa stella sia osservabile preferibilmente dall'emisfero sud della Terra, in cui si mostra alta nel cielo nella fascia temperata e diventa circumpolare più a sud della latitudine 54º S, mentre dall'emisfero boreale essa è visibile da tutte le zone più a sud della latitudine 54º N. La sua magnitudine pari a +2,06 le consente di essere scorta con facilità anche dalle aree urbane di moderate dimensioni affette da inquinamento luminoso.

## Caratteristiche fisiche
La distanza di Menkent dalla Terra è stata calcolata essere 59 anni luce. Dalla distanza e dalla magnitudine apparente si può calcolare la luminosità intrinseca, che è circa 60 volte quella solare. Data tale luminosità, avendo inoltre questa stella una temperatura superficiale media di 4780 K (appartenendo, di conseguenza, alla classe spettrale K0), essa ha probabilmente un raggio pari a 11 volte quello solare.
Menkent è una stella gigante che ha ormai raggiunto uno stato avanzato della sua evoluzione: essa sta fondendo l'elio presente nel suo nucleo in carbonio e ossigeno. La teoria dell'evoluzione stellare ci dice che probabilmente la sua massa è circa il quadruplo di quella solare.

## Una stella a elevato moto proprio
Una caratteristica peculiare di Menkent è quella di avere un elevato moto proprio, calcolato in circa 65 km/s, circa il doppio della media. Questo suggerisce che Menkent non faccia parte del disco galattico, ma che provenga da regioni più esterne e che sia solo di passaggio nel disco e nelle vicinanze del sistema solare.